# Cosmarium subcrenatum
Cosmarium subcrenatum là một loài Song tinh tảo trong họ Desmidiaceae, thuộc chi Cosmarium.